# Cablu coaxial

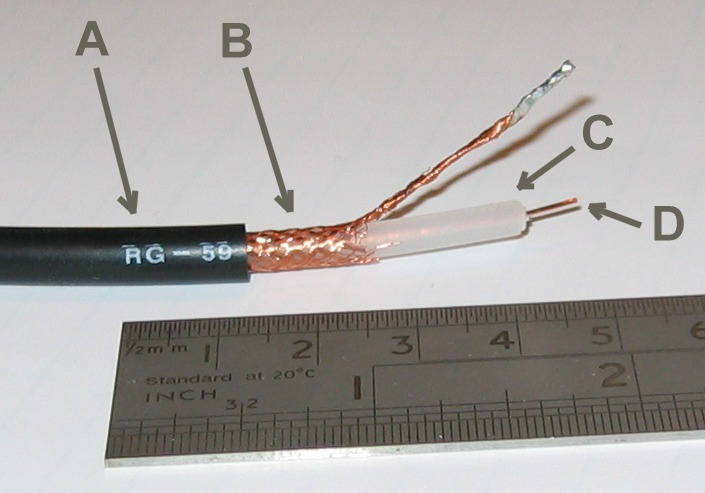
cablu coaxial flexibil RG-59.
A: izolator electric exterior
B: ecran din cupru
C: izolator electric interior
D: fir conductor din cupru

Cablul coaxial este un cablu electric care are un conductor interior (D în fig. alăturată) înconjurat de un strat izolator tubular (C), înconjurat de o tresă conductivă tubulară (B). Multe cabluri coaxiale au, de asemenea o manta exterioară izolatoare (A). Termenul de coaxial provine de la conductorul interior unic și tresa exterioară, rezultând o axă de simetrie. Cablul coaxial a fost inventat de inginerul și matematicianul englez Oliver Heaviside, care a brevetat designul în 1880.
Cablul coaxial diferă de cel al altor cabluri ecranate folosite pentru transportarea semnalelor de frecvență inferioară, prin aceea că dimensiunile cablului sunt controlate pentru a oferi o distanțare precisă a conductorilor, care este necesară pentru ca acesta să funcționeze eficient ca o linie de transmisie pentru semnale de bandă largă.

## Aplicații
Cablul coaxial este folosit ca o linie de transmisie pentru semnale de frecvență radio. Aplicațiile sale includ linii de alimentare care leagă transmițătoare radio și receptoare cu antenele lor, conexiuni de rețea (internet), audio digital (S/PDIF) și distribuirea semnalelor de televiziune prin cablu. Un avantaj al coaxialului față de alte tipuri de linii de transmisie radio este faptul că într-un cablu coaxial ideal, câmpul electromagnetic care transportă semnalul se limitează doar în spațiul dintre conductorii interiori și exteriori. Acest lucru permite cablurilor coaxiale să fie montate lângă obiecte metalice, cum ar fi jgheaburile, fără pierderi de putere care apar în alte tipuri de linii de transmisie. Cablul coaxial asigură, de asemenea, protecția semnalului de interferență electromagnetică externă.

## Descriere
Cablul coaxial transportă un semnal semnal folosind un conductor interior (de obicei, din cupru solid), înconjurat de un strat izolator și acoperit cu o tresă, de obicei unul până la patru straturi de împletitură metalică și bandă metalică. Cablul este protejat de o manta izolatoare exterioară. În mod normal, ecranul (tresa) este păstrat la potențialul solului și se aplică o tensiune de transmisie a semnalului pe conductorul central. Avantajul coaxialului este acela al câmpurilor electrice șimagnetice sunt limitate de dielectric cu eliminare redusă în afara tresei. Câmpurile electrice și magnetice din afara cablului sunt în mare măsură ținute fără a interfera cu semnalele din interiorul cablului. Cablurile cu diametru mai mare, cu trese multiple, au mult mai puține scurgeri. Această proprietate face cablul coaxial o alegere bună pentru a transporta semnale slabe care nu pot tolera interferențele din mediul înconjurător sau pentru semnale electrice mai puternice care nu trebuie lăsate să radieze sau să se cupleze în structuri sau circuite adiacente.
Aplicațiile obișnuite ale cablului coaxial includ distribuția video și Televiziune, transmisii RF și microunde și conexiunile de date pentru calculatoare.
Impedanță electrică caracteristică a cablului (Z0) este determinată de constanta dielectrică a izolatorului interior și de razele conductorilor interiori și exteriori. O impedanță caracteristică a cablului controlat este importantă deoarece sursa și impedanța de sarcină ar trebui să fie potrivite pentru a asigura transferul maxim de informații și raportul minim de undă. Alte proprietăți importante ale cablului coaxial includ atenuarea ca funcție a frecvenței, a capacității de transportare a tensiune electrice și a calității tresei.

## Avantaje
Datorită structurii sale și a izolării bune, cablul coaxial prezintă două avantaje majore față de alte tipuri de cablu de cupru: 
- comportare foarte bună în frecvență
- poate acoperi o bandă foarte largă, de la frecvențe joase până la UHF (Ultra High Frequency), ceea ce îl face ideal pentru transmisii de video analogic (televiziune prin cablu), însă și pentru tehnologii digitale moderne de transmisie de date.

## Dezavantaje
- nu suportă pentru Ethernet o lărgime de bandă mai mare de 10 Mbps.
- este un mediu partajat (shared-media) și nu poate oferi un grad minim de securitate.
- pentru a oferi o imunitate bună la interferențele electromagnetice trebuie împământat la un capăt.

## Tipuri
Cablul coaxial gros este cunoscut și sub denumirea Thick Ethernet sau 10Base5. Explicația acestei denumiri este: 
- "10" - viteza de transfer (10 Mbit/s)
- "Base" - se referă la faptul că transmisia se face în banda de bază
- "5" - prescurtarea de la lungimea maximă a cablului – 500 m.

Cablul coaxial subțire este cunoscut și sub denumirea  Ethernet 10Base2:
- „10” - viteza de transfer (10 Mbit/s)
- „Base” - se referă la faptul că transmisia se face în banda de bază
- „2” - deși lungimea maximă este de 185 de metri, prescurtarea vine de la 200 metri.